# 洛迪内
洛迪内（義大利語：Lodine），是意大利撒丁大区努奥罗省的一个市镇。总面积7.67平方公里，人口377人，人口密度49.2人/平方公里（2009年）。ISTAT代码为091104。